# هوانغ سون هونغ
هوانغ سون هونغ، من مواليد 14 يوليو 1968، لاعب كرة قدم كوري جنوبي، وقد أعتزل كرة القدم على الصعيد الدولي بعد كأس العالم لكرة القدم 2002.
و قد لعب هوانغ في كأس العالم لكرة القدم 1990 وكأس العالم لكرة القدم 1994 وكأس العالم لكرة القدم 1998 وكأس العالم لكرة القدم 2002.

## الأندية التي لعب لها
1991 ليفيركوسين
1992 ووبيرتال
1993/1998 بوهانغ ستيليرز
1998/1999 سيريزو أوساكا
2000 سووون سامسونغ بلو وينغز
2000/2002 كاشيوا ريسول
2003 تشونام دراغونس

## روابط خارجية
- هوانغ سون هونغ على موقع الاتحاد الدولي (مؤرشف)  (الإنجليزية)
- هوانغ سون هونغ على موقع رابطة كرة القدم اليابانية للمحترفين (اليابانية)
- هوانغ سون هونغ على موقع دوري كوريا الجنوبية (الإنجليزية)
- هوانغ سون هونغ على موقع قاعدة بيانات كرة القدم.إي يو (الإنجليزية)
- هوانغ سون هونغ على موقع ناشيونال فوتبول تيمز (الإنجليزية)
- هوانغ سون هونغ على موقع كووورة
- هوانغ سون هونغ على موقع أوليمبيديا (الإنجليزية)